# Eois sanguilineata
Eois sanguilineata är en fjärilsart som beskrevs av W. Warren 1901. Eois sanguilineata ingår i släktet Eois och familjen mätare. Inga underarter finns listade i Catalogue of Life.